# Time for Us
Time for Us è il secondo album in studio del girl group sudcoreano GFriend, pubblicato il 14 gennaio 2019.

## Tracce
1. Sunrise (해야?, HaeyaLR) – 3:36
2. You Are Not Alone – 3:33
3. L.U.V (기적을 넘어?, Gijeogeul neomeoLR, lit. Surpassing Miracle) – 3:15
4. Glow (만화경?, ManhwagyeongLR, lit. Comic Book) – 3:43
5. Our Secret (비밀 이야기?, Bimil iyagiLR, lit. Secret Story) – 3:25
6. Only 1 – 3:10
7. Truly Love – 3:39
8. Show Up (보호색?, BohosaekLR, lit. Protective Color) – 3:30
9. It's You (겨울, 끝?, Gyeoul kkeutLR, lit. Winter, End) – 4:01
10. A Starry Sky – 3:11
11. Love Oh Love – 3:21
12. Memoria (Korean ver.) – 4:09
13. Sunrise (Instrumental) – 3:36

## Classifiche

### Classifiche settimanali
| Classifica (2019) | Posizione massima |
| ----------------- | ----------------- |
| Corea del Sud     | 2                 |

### Classifiche di fine anno
| Classifica (2019) | Posizione |
| ----------------- | --------- |
| Corea del Sud     | 63        |